# Screaming Bloody Murder (пісня)
«Screaming Bloody Murder» — третій сингл з п'ятого студійного альбому з такою ж назвою канадської панк-рок-групи Sum 41, офіційно випущений 7 лютого 2011 року, хоча спочатку планувалося випустити в серпні 2010 року. Робоча назва пісні — «Panic Attack» і вона була написана ведучим гітаристом Том Такером для альбому Muertos Vivos для своєї основної групи Gob, хоча вона не увійшла в альбом. Вона була перезаписана, переоформлена вокалістом та гітаристом Sum 41 Дерріком Віблі.

## (Фон)Background

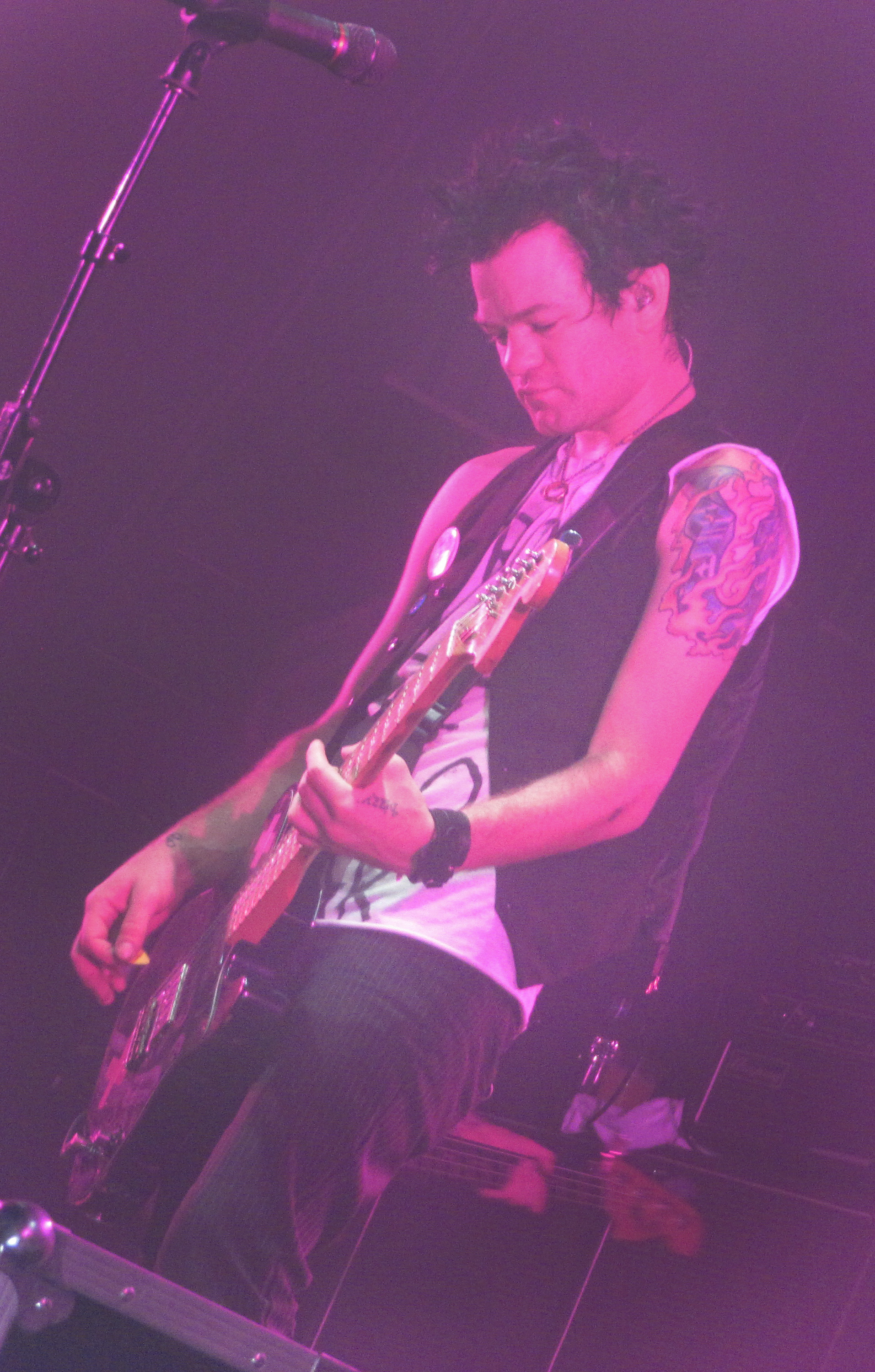
Деррік Уіблі в Москві, 11 вересня 2010 року.

8 січня 2011 року, було оголошено, що група випустить сингл "Screaming Bloody Murder" 8 лютого 2011 року, в США, перший сингл групи за останні 3 роки. Сингл вийшов на день раніше, 7 лютого, в Європі. Пісня вийшла як digital download тільки для iTunes, Amazon.com
та інших музичних магазинах, зокрема, не бажаючи випустити його як компакт-диск. Світова прем'єра відбулася за місяць до офіційного релізу, 13 січня 2011 року, на радіо станції 89X. Пізніше відбулась прем'єра на AOL Radio, кілька годин пізніше того ж дня.

## Живі виступи
Група виконала пісню вперше 4 лютого 2011 року в Парижі, Франція, першого для європейського туру на підтримку Screaming Bloody Murder. Вона виконувалась на кожному концерті.
Пісні "Screaming Bloody Murder" та "Skumfuk" були виконані на шоу Jimmy Kimmel Live! 31 березня 2011 року. "Screaming Bloody Murder" was also performed on Lopez Tonight on April 14, 2011.

## Кліп
Перед тим як група вирушила в європейське турне, було оголошено, що на пісню "Screaming Bloody Murder" буде знято кліп десь на околицях Лос-Анджелесу. Лейбл був проти запису кліпу на цю пісню. 23 березня 2011 року було оголошено на сторінці групи в Facebook, що знімання кліпу відбудеться в Roxy Theatre, що в Лос-Анджелесі 3 квітня 2011 року, та що фани можуть прийти і взяти участь у зніманні відео. It was directed by Steve Jocz.
В червні 2011 року, Джейсон МакКеслін підтвердив, щов відео може не вийти через проблеми з лейблом. В липні 2011 року Мет Вілбі підтвердив що кліп не вийде, замість нього вийде кліп на наступний сингл.

## Список пісень
| Digital download | Digital download          | Digital download |
| #                | Назва                     | Тривалість       |
| ---------------- | ------------------------- | ---------------- |
| 1.               | «Screaming Bloody Murder» | 3:26             |

## Чарти
| Chart (2011)         | Peak position |
| -------------------- | ------------- |
| Canadian Hot 100     | 7             |
| UK Rock Chart        | 36            |
| US Alternative Songs | 7             |

## Історія релізу
| Регіон                    | Дата                | Формат                    |
| ------------------------- | ------------------- | ------------------------- |
| Австралія                 | 7 лютого 2011 року  | Digital download, Airplay |
| Європа (excluding the UK) | 7 лютого 2011 року  | Digital download, Airplay |
| Велика Британія           | 8 лютого 2011 року  | Digital download, Airplay |
| США                       | 8 лютого 2011 року  | Digital download, Airplay |
| Японія                    | 11 лютого 2011 року | Digital download, Airplay |
| Бразилія                  | 25 лютого 2011 року | Digital download, Airplay |